# Noorwegen op de Olympische Winterspelen 1972
Tijdens de Olympische Winterspelen van 1972, die in Sapporo (Japan) werden gehouden, nam Noorwegen voor de elfde keer deel.

## Medailleoverzicht
| Sport      | Olympiër                                       | Discipline            | Medaille |
| ---------- | ---------------------------------------------- | --------------------- | -------- |
| Biatlon    | Magnar Solberg                                 | 20 km (m)             | Goud     |
| Langlaufen | Pål Tyldum                                     | 50 km (m)             | Goud     |
| Langlaufen | Magne Myrmo                                    | 50 km (m)             | Zilver   |
| Langlaufen | Pål Tyldum                                     | 30 km (m)             | Zilver   |
| Langlaufen | Oddvar Brå Pål Tyldum Ivar Formo Johs Harviken | 4x10 km estafette (m) | Zilver   |
| Schaatsen  | Roar Grønvold                                  | 1500 m (m)            | Zilver   |
| Schaatsen  | Roar Grønvold                                  | 5000 m (m)            | Zilver   |
| Langlaufen | Ivar Formo                                     | 15 km (m)             | Brons    |
| Langlaufen | Johs Harviken                                  | 30 km (m)             | Brons    |
| Langlaufen | Inger Aufles Aslaug Dahl Berit Lammedal        | 3x5 km estafette (v)  | Brons    |
| Schaatsen  | Sten Stensen                                   | 5000 m (m)            | Brons    |
| Schaatsen  | Sten Stensen                                   | 10.000 m (m)          | Brons    |

## Deelnemers en resultaten

### Alpineskiën
| Olympiër              | Discipline       | Resultaat | Prestatie                       |
| --------------------- | ---------------- | --------- | ------------------------------- |
| Peik Christensen      | afdaling (m)     | 36e       | 1.59,71 (+8,28)                 |
| Peik Christensen      | reuzenslalom (m) | 23e       | 3.18,69 (+9,07) 1.38,27+1.40,42 |
| Peik Christensen      | slalom (m)       | dq        | diskwalificatie                 |
| Erik Håker            | afdaling (m)     | 5e        | 1.53,16 (+1,73)                 |
| Erik Håker            | reuzenslalom (m) | dnf       | opgave                          |
| Erik Håker            | slalom (m)       | dnf       | opgave                          |
| Otto Tschudi          | reuzenslalom (m) | dq        | diskwalificatie                 |
| Otto Tschudi          | slalom (m)       | dq        | diskwalificatie                 |
|                       |                  |           |                                 |
| Anne Brusletto        | reuzenslalom (v) | 19e       | 1.34,43 (+4,53)                 |
| Anne Brusletto        | slalom (v)       | dnf       | opgave                          |
| Karianne Christiansen | afdaling (v)     | 21e       | 1.41,25 (+4,57)                 |
| Karianne Christiansen | reuzenslalom (v) | 27e       | 1.37,18 (+7,28)                 |
| Karianne Christiansen | slalom (v)       | dnf       | opgave                          |
| Toril Førland         | afdaling (v)     | 11e       | 1.40,25 (+3,57)                 |
| Toril Førland         | reuzenslalom (v) | 17e       | 1.34,15 (+4,25)                 |
| Toril Førland         | slalom (v)       | 9e        | 1.35,76 (+4,52) 47,75+48,01     |
| Gyri Sørensen         | afdaling (v)     | 17e       | 1.40,77 (+4,09)                 |
| Gyri Sørensen         | reuzenslalom (v) | 28e       | 1.37,32 (+7,42)                 |
| Gyri Sørensen         | slalom (v)       | dq        | diskwalificatie                 |

### Biatlon
| Olympiër                                                 | Discipline             | Resultaat | Prestatie                                                                                            |
| -------------------------------------------------------- | ---------------------- | --------- | --- |
| Magnar Solberg                                           | 20 km (m)              | Goud      | 1:15.55,50 pen.: 2 (0 / 1 / 1 / 0)                                                                   |
| Tor Svendsberget                                         | 20 km (m)              | 8e        | 1:18.26,54 (+2.31,04) pen.: 3 (0 / 1 / 1 / 1)                                                        |
| Kåre Hovda                                               | 20 km (m)              | 18e       | 1:22.20,37 (+6.24,87) pen.: 6                                                                        |
| Ragnar Tveiten                                           | 20 km (m)              | 29e       | 1:24.19,91 (+8.24,41) pen.: 7                                                                        |
| Tor Svendsberget Kåre Hovda Ivar Nordkild Magnar Solberg | 4x7,5 km estafette (m) | 4e        | 1:56.24,41 (+4.39,49) pen.: 7-21 (1-6 / 3-4 / 2-5 / 1-6) (28.23,86 / 29.43,80 / 29.41,97 / 28.34,78) |

### Langlaufen
| Olympiër                                       | Discipline            | Resultaat | Prestatie                                                      |
| ---------------------------------------------- | --------------------- | --------- | -------------------------------------------------------------- |
| Oddvar Brå                                     | 15 km (m)             | 9e        | 46.25,88 (+57,64)                                              |
| Ole Ellefsæter                                 | 30 km (m)             | 31e       | 1:44.25,21 (+7.54,06)                                          |
| Ole Ellefsæter                                 | 50 km (m)             | 10e       | 2:46.46,94 (+3.32,19)                                          |
| Ivar Formo                                     | 15 km (m)             | Brons     | 46.02,68 (+34,44)                                              |
| Johs Harviken                                  | 15 km (m)             | 15e       | 46.46,36 (+1.18,12)                                            |
| Johs Harviken                                  | 30 km (m)             | Brons     | 1:37.32,44 (+1.01,29)                                          |
| Reidar Hjermstad                               | 50 km (m)             | 4e        | 2:44.14,51 (+59,76)                                            |
| Magne Myrmo                                    | 15 km (m)             | 19e       | 47.02,55 (+1.34,31)                                            |
| Magne Myrmo                                    | 30 km (m)             | 21e       | 1:42.23,40 (+5.52,25)                                          |
| Magne Myrmo                                    | 50 km (m)             | Zilver    | 2:43.29,45 (+14,70)                                            |
| Pål Tyldum                                     | 30 km (m)             | Zilver    | 1:37.25,30 (+54,15)                                            |
| Pål Tyldum                                     | 50 km (m)             | Goud      | 2:43.14,75                                                     |
| Oddvar Brå Pål Tyldum Ivar Formo Johs Harviken | 4x10 km estafette (m) | Zilver    | 2:04.57,06 (+9,12) (31.10,38 / 30.58,11 / 31.16,78 / 31.31,79) |
|                                                |                       |           |                                                                |
| Inger Aufles                                   | 5 km (v)              | 12e       | 17.33,14 (+32,64)                                              |
| Inger Aufles                                   | 10 km (v)             | 12e       | 36.07,08 (+1.49,26)                                            |
| Aslaug Dahl                                    | 5 km (v)              | 8e        | 17.17,49 (+16,99)                                              |
| Aslaug Dahl                                    | 10 km (v)             | 6e        | 35.18,84 (+1.01,02)                                            |
| Katharina Berge                                | 5 km (v)              | 17e       | 17.49,06 (+48,56)                                              |
| Katharina Berge                                | 10 km (v)             | 29e       | 37.33,16 (+3.15,34)                                            |
| Berit Lammedal                                 | 5 km (v)              | 7e        | 17.16,79 (+16,29)                                              |
| Berit Lammedal                                 | 10 km (v)             | 14e       | 36.29,43 (+2.11,61)                                            |
| Inger Aufles Aslaug Dahl Berit Lammedal        | 3x5 km estafette (v)  | Brons     | 49.51,49 (+1.05,34) (17.36,75 / 16.34,87 / 15.39,87)           |

### Noordse combinatie
| Olympiër       | Discipline | Resultaat | Prestatie                                       |
| -------------- | ---------- | --------- | ----------------------------------------------- |
| Kåre Olav Berg | mannen     | 8e        | 384,800 punten schans: 180,4 p 15 km: 204,400 p |
| Kjell Åsvestad | mannen     | 14e       | 374,405 punten schans: 183,1 p 15 km: 191,305 p |
| Henning Weid   | mannen     | 19e       | 369,320 punten schans: 181,3 p 15 km: 188,020 p |
| Gjert Andersen | mannen     | 23e       | 360,315 punten schans: 173,3 p 15 km: 187,015 p |

### Rodelen
| Olympiër                        | Discipline | Resultaat | Prestatie                                        |
| ------------------------------- | ---------- | --------- | ------------------------------------------------ |
| Christian Strøm                 | mannen     | 14e       | 3.33,01 (+5,43) (53,79 / 53,68 / 52,46 / 53,08)  |
| Stephen Sinding                 | mannen     | 22e       | 3.35,41 (+7,83) (54,98 / 54,05 / 53,19 / 53,19)  |
| Bjørn Dyrdahl                   | mannen     | 30e       | 3.38,05 (+10,47) (54,73 / 55,13 / 54,67 / 53,52) |
| Christian Strøm Stephen Sinding | dubbel     | 14e       | 1.32,06 (+3,71) (45,81 / 46,25)                  |

### Schaatsen
| Olympiër              | Discipline   | Resultaat | Prestatie         |
| --------------------- | ------------ | --------- | ----------------- |
| Per Bjørang           | 500 m (m)    | 4e        | 39,91 (+0,47)     |
| Lasse Efskind         | 500 m (m)    | 12e       | 40,60 (+1,16)     |
| Dag Fornæss           | 1500 m (m)   | 13e       | 2.09,52 (+6,56)   |
| Dag Fornæss           | 10.000 m (m) | 13e       | 15.53,33 (+51,98) |
| Roar Grønvold         | 1500 m (m)   | Zilver    | 2.04,26 (+1,30)   |
| Roar Grønvold         | 5000 m (m)   | Zilver    | 7.28,18 (+4,57)   |
| Per Willy Guttormsen  | 10.000 m (m) | 11e       | 15.48,71 (+47,36) |
| Ole Christian Iversen | 500 m (m)    | dnf       | opgave            |
| Johan Lind            | 500 m (m)    | 18e       | 41,14 (+1,70)     |
| Willy Olsen           | 5000 m (m)   | 5e        | 7.36,47 (+12,86)  |
| Sten Stensen          | 5000 m (m)   | Brons     | 7.33,39 (+9,78)   |
| Sten Stensen          | 10.000 m (m) | Brons     | 15.07,08 (+5,73)  |
| Svein-Erik Stiansen   | 1500 m (m)   | 11e       | 2.08,63 (+5,67)   |
| Bjørn Tveter          | 1500 m (m)   | 4e        | 2.05,94 (+2,98)   |
|                       |              |           |                   |
| Kirsti Biermann       | 500 m (v)    | 17e       | 46,18 (+2,85)     |
| Kirsti Biermann       | 1000 m (v)   | 23e       | 1.35,76 (+4,36)   |
| Kirsti Biermann       | 1500 m (v)   | 23e       | 2.29,94 (+9,09)   |
| Kirsti Biermann       | 3000 m (v)   | 20e       | 5.26,21 (+34,07)  |
| Lisbeth Berg          | 500 m (v)    | 19e       | 46,33 (+3,00)     |
| Lisbeth Berg          | 1000 m (v)   | 22e       | 1.35,56 (+4,16)   |
| Lisbeth Berg          | 1500 m (v)   | 19e       | 2.28,36 (+7,51)   |
| Sigrid Sundby         | 500 m (v)    | 11e       | 45,70 (+2,37)     |
| Sigrid Sundby         | 1000 m (v)   | 9e        | 1.33,13 (+1,73)   |
| Sigrid Sundby         | 1500 m (v)   | 8e        | 2.24,07 (+3,22)   |
| Sigrid Sundby         | 3000 m (v)   | 10e       | 5.07,76 (+15,62)  |

### Schansspringen
| Olympiër          | Discipline         | Resultaat | Prestatie                                          |
| ----------------- | ------------------ | --------- | -------------------------------------------------- |
| Jo Inge Bjørnebye | normale schans (m) | 51e       | 174,2 punten 90,3 p. (68,5 m) + 83,9 p. (67,0 m)   |
| Jo Inge Bjørnebye | grote schans (m)   | 34e       | 167,8 punten 86,7 p. (85,5 m) + 81,1 p. (81,5 m)   |
| Ingolf Mork       | normale schans (m) | 4e        | 225,5 punten 112,0 p. (78,0 m) + 113,5 p. (78,0 m) |
| Ingolf Mork       | grote schans (m)   | 28e       | 173,3 punten 95,6 p. (89,0 m) + 77,7 p. (83,0 m)   |
| Frithjof Prydz    | normale schans (m) | 11e       | 217,8 punten 114,2 p. (80,0 m) + 103,6 p. (74,0 m) |
| Frithjof Prydz    | grote schans (m)   | 15e       | 194,7 punten 89,0 p. (85,0 m) + 105,7 p. (95,5 m)  |
| Nils-Per Skarseth | normale schans (m) | 33e       | 197,6 punten 101,3 p. (73,5 m) + 96,3 p. (71,0 m)  |
| Bjørn Wirkola     | grote schans (m)   | 37e       | 162,5 punten 97,7 p. (93,0 m) + 64,8 p. (74,5 m)   |

### IJshockey
| Olympiër | Discipline | Resultaat | Prestatie |
| --- | ---------- | --------- | --- |
| Kåre Østensen Thore Wålberg Øivind Berg Jan Kinder Svein Norman Hansen Terje Steen Birger Jansen Thor Martinsen Tom Røymark Tom Christensen Steinar Bjølbakk Svein Haagensen Roy Jansen Bjørn Johansen Morten Sethereng Terje Thoen Bjørn Andreassen Arne Mikkelsen | mannen     | 8e        | kwalificatieronde: 1 - 13 Noorwegen - Finland B-groep (7e-11e plaats): 5 - 2 Noorwegen - Joegoslavië 1 - 5 Noorwegen - Bondsrepubliek Duitsland 5 - 4 Noorwegen - Japan 5 - 3 Noorwegen - Zwitserland |

Argentinië · Australië · België · Bondsrepubliek Duitsland · Bulgarije · Canada · Duitse Democratische Republiek · Filipijnen · Finland · Frankrijk · Griekenland · Groot-Brittannië · Hongarije · Iran · Italië · Japan · Joegoslavië · Libanon · Liechtenstein · Mongolië · Nederland · Nieuw-Zeeland · Noord-Korea · Noorwegen · Oostenrijk · Polen · Roemenië · Sovjet-Unie · Spanje · Taiwan · Tsjecho-Slowakije · Verenigde Staten · Zuid-Korea · Zweden · Zwitserland